# Cataloghi regionari
I cosiddetti Cataloghi regionari sono due redazioni, leggermente diverse tra loro, che ci sono pervenute di un originario catalogo delle 14 regioni di Roma augustea.
Delle due versioni la prima ci è giunta con il titolo di Curiosum urbis Romae regionum XIIII, mentre la seconda, priva di titolo, è normalmente conosciuta come Notitia urbis Romae.

## Contenuto
Per entrambi il testo consiste in un elenco di monumenti suddiviso per regione, per la maggior parte in ordine topografico, e quindi il numero dei vici (quartieri) e delle loro edicole compitali, dei vicomagistri e dei curatores della regione, e ancora delle abitazioni (domus e insulae), dei magazzini (horrea), impianti termali (balnea), specchi d'acqua (lacus) e dei forni (pistrina).
L'elenco si conclude con l'indicazione della lunghezza del perimetro della regione. Un riassunto finale elenca il numero complessivo di monumenti e delle altre categorie di edifici nel complesso della città.

## Datazione e scopi
La datazione dell'elenco originale è stata oggetto di discussioni: si è ritenuto che fosse stato redatto all'epoca di Costantino I, nel 315-316 e rielaborato indipendentemente nelle due versioni che ci sono giunte. Queste ultime sono datate sulla base del più recente monumento che vi viene citato: per la Notitia, la statua equestre di Costantino, eretta nel 334, mentre per il Curiosum, l'obelisco eretto da Costanzo II nel Circo Massimo nel 357.
Secondo altri, invece, la menzione del corpo dei pretoriani, sciolto da Costantino indicherebbe una redazione già sotto Diocleziano e forse collegata con le sue riforme amministrative. In seguito nell'originario elenco si sarebbero inserite successive interpolazioni fino al testo del Curiosum, dal quale a sua volta sarebbe derivato il testo della Notitia, con voci più numerose e Costantino citato come divus, dopo la sua morte. La citazione dell'obelisco di Costanzo II nel Curiosum rappresenterebbe pertanto un'interpolazione successiva.
Anche lo scopo per il quale l'elenco venne redatto e il criterio per la scelta dei monumenti da citare, che non sembrano essere tutti quelli importanti all'epoca sicuramente esistenti,  è incerto: si è proposto che i monumenti fossero riferimenti topografici per indicare i confini delle regioni o di loro successive suddivisioni, ma la spiegazione non è soddisfacente. I riferimenti numerici sono probabilmente tratti da documenti ufficiali, redatti a scopo amministrativo. 

## Manoscritti
Le versioni manoscritte, attraverso le quali i due elenchi sono giunti fino a noi sono:
- Per il Curiosum:
  - Vaticano latino 3321 (in scrittura onciale, forse derivato da un manoscritto in scrittura capitale), VIII secolo;
  - Vaticano latino 1984 (scritto da varie mani in tempi diversi), XI-XII secolo;
  - Vaticano latino 3227 (in scrittura beneventana minuscola), forse appartenuto all'abbazia di Montecassino, tardo XI - primo XII secolo;
  - Laurenziano 89 sup.67, selezione in forma compressa del testo presente nel manoscritto Spirense, oggi scomparso.
- Per la Notitia:
  - Vienna (collezione nazionale), latinus 162, del IX secolo;
  - Cattedrale di Speyer, manoscritto dell'VIII-X secolo, perduto alla metà del XVI secolo ma con alcune copie di varia attendibilità.